# Korax (König von Sikyon)
Korax (altgriechisch Κόραξ Kórax), der Sohn des Koronos, war in der griechischen Mythologie der Bruder des Lamedon.
Nach der Herrschaft des Echyreus bestieg er den Thron von Sikyon. Da Korax kinderlos starb, wurde Epopeus aus Thessalien König von Sikyon. Nach einer anderen Überlieferung regierte vor diesem noch Aloeus.
Eusebius von Caesarea schreibt Korax 30 Regierungsjahre zu.